# Altar de la Patria (Argentina)
El Altar de la Patria fue un mausoleo proyectado, pero nunca completado, por el gobierno argentino durante la presidencia de María Estela Martínez de Perón.
El 8 de julio de 1974, una semana después de la muerte de Juan Domingo Perón, fue promulgada la ley de creación del Altar de la Patria, sancionada por los diputados y senadores nacionales. El artículo 10 de la ley declara que "El frontispicio del panteón tendrá grabada una leyenda que exprese lo siguiente: Hermanados en la gloria, vigilamos los destinos de la patria. Que nadie utilice nuestro recuerdo para desunir a los argentinos.
El impulsor del proyecto fue José López Rega. Su idea era la de crear un gran mausoleo en el que descansara el cuerpo embalsamado de Eva Perón junto a los restos de Juan D. Perón y de todos los próceres nacionales, incluyendo José de San Martín, Juan Manuel de Rosas, Hipólito Yrigoyen, Facundo Quiroga, Fray Mamerto Esquiú, y muchos otros.
El lugar elegido para el mausoleo fue un parque en la Avenida Figueroa Alcorta entre la calle Tagle y  Austria, en la ciudad de Buenos Aires (el mismo sitio donde años antes se había proyectado otra obra inconclusa del peronismo: el Monumento al Descamisado), que debía ser además la tumba de Eva Duarte de Perón. La piedra inaugural se puso el 23 de noviembre de 1974.
El comienzo de las obras implicó la demolición de un puente de hormigón que cruzaba por encima de la Avda. Figueroa Alcorta y que terminaba donde hoy está la Floralis Genérica, por un lado y una gran pileta del otro (un nuevo puente fue construido pocos años más tarde, en 1978, a unos 100 o 200 metros de donde se encontraba el original).
Este puente de moderna estructura y delicadas formas se había construido en 1960 como parte de las celebraciones por el Sesquicentenario de la Revolución de Mayo.
La Secretaría de Vivienda y Urbanismo colocó un gran cartel en el sitio anunciando el Altar de la Patria, pero los obreros sufrieron innumerables inconvenientes desde el comienzo, y finalmente se detuvieron los trabajos. Bajo tierra había gran cantidad de cables de alta y media tensión de SEGBA, viejas colectoras cloacales y la base de hormigón del inconcluso Monumento al Descamisado. En marzo de 1976 se produjo el golpe de Estado contra el gobierno de Isabel, lo que puso fin al proyecto.
Actualmente en ese lugar se encuentran los estudios de la Televisión Pública Argentina.